# Måns Forsfjäll
Måns Forsfjäll (né le 30 juillet 2002 à Skellefteå en Suède) est un joueur suédois de hockey sur glace. Il évolue à la position de défenseur.

## Biographie

### Carrière junior
Forsfjäll commence sa carrière junior avec le Skellefteå AIK en 2015-2016. Avec l'équipe des moins de 16 ans, il atteint la deuxième phase de groupe du championnat national. La saison suivante, il atteint le même stade avec l'équipe des moins de 16 ans et les huitièmes de finale avec l'équipe des moins de 18 ans, étant éliminé par le Leksands IF. En 2017-2018, le résultat est exactement le même : éliminé en deuxième phase de groupe avec les moins de 16 ans et en huitièmes de finale par le Södertälje SK avec les moins de 18 ans.
Il participe au tournoi TV-Pucken en 2017-2018, représentant sa région Västerbotten, terminant à la 5e place.
Pour la saison 2018-2019, il est nommé capitaine du contingent des moins de 18 ans. il guide son équipe jusqu'à la 3e place du championnat national, remportant ainsi la médaille de bronze. Il dispute également une rencontre avec les moins de 20 ans en J20 SuperElit.
En 2019-2020, il dispute la J20 SuperElit avec le contingent des U20, récoltant 21 points en 42 matchs. Le championnat est cependant interrompu par la Pandémie de Covid-19.
Lors de la saison suivante, il ne dispute que 6 rencontres en J20 Nationell, le nouveau nom de la J20 SuperElit.
En 2021-2022, il dispute 9 matchs de saison régulière, amassant 9 points et la rencontre de huitièmes de finale perdue face au Rögle BK.

### En club
Forsfjäll commence sa carrière avec le Skellefteå AIK en SHL, lors de la saison 2020-2021. Il dispute son premier match le 8 décembre 2020, lors d'une victoire 3-0 face au Malmö Redhawks. À partir du mois de janvier, il est prêté pour la fin de la saison au Piteå HC, club évoluant en Hockeyettan. Il inscrit son premier point, une passe, le 7 février 2021, lors d'une victoire 4-2 face au Enköpings SK. 
Le 5 mai 2021, il s'engage avec le Skellefteå AIK pour une saison et le 13 octobre 2021, il signe une prolongation de deux ans avec le Skellefteå AIK. Il marque son premier but le 4 novembre 2021, lors d'une défaite 2-3 face au Örebro HK. Il dispute également 6 rencontres de Ligue des champions lors de la saison 2021-2022.
En prévision du repêchage de 2022, la centrale de recrutement de la LNH le classe au 47e rang des espoirs européens chez les patineurs.

### En équipe nationale
Forsfjäll représente la Suède à partir de la saison 2017-2018, lorsqu'il intègre l'équipe des moins de 16 ans.
Il participe au Championnat du monde junior en 2022,avant que le tournoi ne soit annulé à cause de la pandémie de COVID-19, plusieurs équipes ayant de nombreux joueurs déclarés positifs.

## Statistiques

### En club
| Saison    | Équipe             | Ligue               |                   | Saison régulière  | Saison régulière  | Saison régulière  | Saison régulière  | Saison régulière  |                   | Séries éliminatoires | Séries éliminatoires | Séries éliminatoires | Séries éliminatoires | Séries éliminatoires |
| Saison    | Équipe             | Ligue               | PJ                | B                 | A                 | Pts               | Pun               | PJ                | B                 | A                    | Pts                  | Pun                  |                      |                      |
| 2015-2016 | Skellefteå AIK M16 | J16 Elit            | -                 | -                 | -                 | -                 | -                 | 4                 | 0                 | 1                    | 1                    | 2                    |                      |                      |
| 2015-2016 | Skellefteå AIK M16 | J16 SM              | 6                 | 1                 | 1                 | 2                 | 0                 | -                 | -                 | -                    | -                    | -                    |                      |                      |
| 2016-2017 | Skellefteå AIK M16 | J16 Elit            | -                 | -                 | -                 | -                 | -                 | 5                 | 0                 | 4                    | 4                    | 0                    |                      |                      |
| 2016-2017 | Skellefteå AIK M16 | J16 SM              | 6                 | 1                 | 4                 | 5                 | 0                 | -                 | -                 | -                    | -                    | -                    |                      |                      |
| 2016-2017 | Skellefteå AIK M18 | J18 Elit            | 9                 | 0                 | 1                 | 1                 | 0                 | -                 | -                 | -                    | -                    | -                    |                      |                      |
| 2016-2017 | Skellefteå AIK M18 | J18 Allsvenskan     | 10                | 0                 | 2                 | 2                 | 0                 | 1                 | 0                 | 0                    | 0                    | 0                    |                      |                      |
| 2017-2018 | Skellefteå AIK M16 | J16 SM              | 6                 | 1                 | 2                 | 3                 | 4                 | -                 | -                 | -                    | -                    | -                    |                      |                      |
| 2017-2018 | Skellefteå AIK M16 | J16 Elit            | -                 | -                 | -                 | -                 | -                 | 6                 | 3                 | 10                   | 13                   | 4                    |                      |                      |
| 2017-2018 | Skellefteå AIK M18 | J18 Elit            | 13                | 3                 | 6                 | 9                 | 6                 | -                 | -                 | -                    | -                    | -                    |                      |                      |
| 2017-2018 | Skellefteå AIK M18 | J18 Allsvenskan     | 16                | 0                 | 6                 | 6                 | 6                 | 2                 | 0                 | 1                    | 1                    | 2                    |                      |                      |
| 2017-2018 | Västerbotten       | TV-Pucken           | 6                 | 1                 | 2                 | 3                 | 2                 | -                 | -                 | -                    | -                    | -                    |                      |                      |
| 2018-2019 | Skellefteå AIK M18 | J18 Elit            | 6                 | 2                 | 2                 | 4                 | 2                 | -                 | -                 | -                    | -                    | -                    |                      |                      |
| 2018-2019 | Skellefteå AIK M18 | J18 Allsvenskan     | 17                | 3                 | 4                 | 7                 | 8                 | 6                 | 1                 | 5                    | 6                    | 0                    |                      |                      |
| 2018-2019 | Skellefteå AIK M20 | J20 SuperElit       | 1                 | 0                 | 0                 | 0                 | 0                 | -                 | -                 | -                    | -                    | -                    |                      |                      |
| 2019-2020 | Skellefteå AIK M20 | J20 SuperElit       | 42                | 7                 | 14                | 21                | 18                | -                 | -                 | -                    | -                    | -                    |                      |                      |
| 2020-2021 | Skellefteå AIK M20 | J20 Nationell       | 5                 | 0                 | 2                 | 2                 | 2                 | -                 | -                 | -                    | -                    | -                    |                      |                      |
| 2020-2021 | Skellefteå AIK     | SHL                 | 6                 | 0                 | 0                 | 0                 | 0                 | -                 | -                 | -                    | -                    | -                    |                      |                      |
| 2020-2021 | Piteå HC           | Hockeyettan         | 14                | 0                 | 2                 | 2                 | 31                | 4                 | 0                 | 2                    | 2                    | 2                    |                      |                      |
| 2021-2022 | Skellefteå AIK M20 | J20 Nationell       | 9                 | 3                 | 6                 | 9                 | 0                 | 1                 | 0                 | 0                    | 0                    | 4                    |                      |                      |
| 2021-2022 | Skellefteå AIK     | SHL                 | 45                | 2                 | 3                 | 5                 | 8                 | 6                 | 0                 | 0                    | 0                    | 4                    |                      |                      |
| 2021-2022 | Skellefteå AIK     | Ligue des champions | 6                 | 0                 | 0                 | 0                 | 2                 | -                 | -                 | -                    | -                    | -                    |                      |                      |
| 2022-2023 | Skellefteå AIK     | SHL                 | 52                | 2                 | 12                | 14                | 18                | 17                | 1                 | 0                    | 1                    | 2                    |                      |                      |
| 2023-2024 | Skellefteå AIK     | SHL                 | Saison en cours ? | Saison en cours ? | Saison en cours ? | Saison en cours ? | Saison en cours ? | Saison en cours ? | Saison en cours ? | Saison en cours ?    | Saison en cours ?    | Saison en cours ?    |                      |                      |

### En équipe nationale
| Année     | Équipe    | Compétition                 |    | PJ | B | A | Pts | Pun                |  | Résultat |
| 2017-2018 | Suède M16 | International               | 3  | 0  | 0 | 0 | 0   |                    |  |          |
| 2018-2019 | Suède M17 | International               | 3  | 0  | 0 | 0 | 0   |                    |  |          |
| 2019-2020 | Suède M18 | International               | 8  | 1  | 3 | 4 | 4   |                    |  |          |
| 2021-2022 | Suède M20 | International               | 11 | 2  | 0 | 2 | 4   |                    |  |          |
| 2022      | Suède M20 | Championnat du monde junior | 7  | 0  | 0 | 0 | 0   | Médaille de bronze |  |          |

## Trophées et honneurs personnels

### J18 Allsvenskan
- 2018-2019 : médaille de bronze avec le Skellefteå AIK.